# バーデル・ジョーンズ3世
バーデル・ジョーンズ3世（Verdell Jones III、1989年6月25日 - ）は、アメリカ合衆国出身のバスケットボール選手である。bjリーグの福島ファイヤーボンズに所属し、ポジションはガード。

## 来歴
インディアナ大学の4年次の2011年3月のペンシルベニア州立大学戦で、右前十字靱帯を断裂し、残りシーズン絶望となった。この年チームはビッグ・テン・カンファレンスのチームとしてはおよそ60年ぶりにNCAAのランキング1位校、2位校を撃破しており、ジョーンズは自身初のNCAAトーナメント出場を果たしていた。負傷するまでに彼はインディアナ大学歴代23位となる1,347得点、平均11.5得点、3.3リバウンド、3.3アシストをあげていた。チームはNCAAトーナメントでベスト16に進出、ジョーンズもカンファレンスのオールチームに選ばれた。
同大学を卒業後、2012年8月、ギリシャ1部に所属するPERISTERI GS ATHENSと契約を結んだ。6試合に出場した後、11月にチームを退団した。この間の平均得点は2.3点であった。
2013年1月、大分ヒートデビルズと契約を結んだ。
翌2013-14シーズンも大分と契約し、チームの主将を務めた。このシーズンは41試合に出場してチームトップの1試合平均16.1得点。怪我のため1ヶ月ほど戦列を離れたが、3月8日の大阪エヴェッサ戦ではチームトップの19得点をあげて6試合ぶりの勝利に貢献した。シーズン終了後、契約は更新されず退団した。
2014-15シーズン開始直後の2014年10月、福島ファイヤーボンズと契約した。

## 個人成績
| シーズン         | チーム | GP | GS | MPG  | FG%  | 3P%  | FT%  | RPG | APG | SPG | BPG | TO  | PPG  |
| ---------------- | ------ | -- | -- | ---- | ---- | ---- | ---- | --- | --- | --- | --- | --- | ---- |
| bjリーグ 2012-13 | 大分   | 26 | 3  | 24.0 | 47.0 | 31.5 | 74.1 | 4.3 | 5.0 | 0.9 | 0.3 | 2.3 | 13.6 |
| bjリーグ 2013-14 | 大分   | 41 |    | 29.9 | 43.2 | 27.7 | 76.8 | 5.3 | 4.4 | 1.8 | 0.4 | 2.8 | 16.1 |